# Klasična gitara
Klasična gitara, također i španjolska gitara, je žičani instrument iz porodice gitara. Klasična gitara je preteča svih ostalih gitara. Koristi se prvenstveno kao solistički instrument.

## Tehnika sviranja
Klasična gitara se svira sjedeći. Gitara se drži na lijevoj nozi, a noga se se drži na maloj klupici kako bi se podigao položaj gitare.
- Lijevom rukom se pritišću žice na vratu gitare, pri čemu palac služi kao oslonac, ali se njime ne pritišću žice.
- Desnom rukom se trzaju žice. Svirači najčešće imaju duge nokte na desnoj ruci kojima sviraju. Svira svim prstima osim malim prstom. Palcem se najčešće sviraju basovi (tri žice dubljih tonova), a ostalima tri više žice. Oznake za prste su p - palac, i - kažiprst, m - srednji prst i a - prstenjak.

Ljevaci ponekad sviraju obrnuto (lijevom rukom trzaju žice) te zbog toga moraju imati i žice postavljene u obrnutom redoslijedu.

## Poveznice
- Gitara